# Controle de qualidade

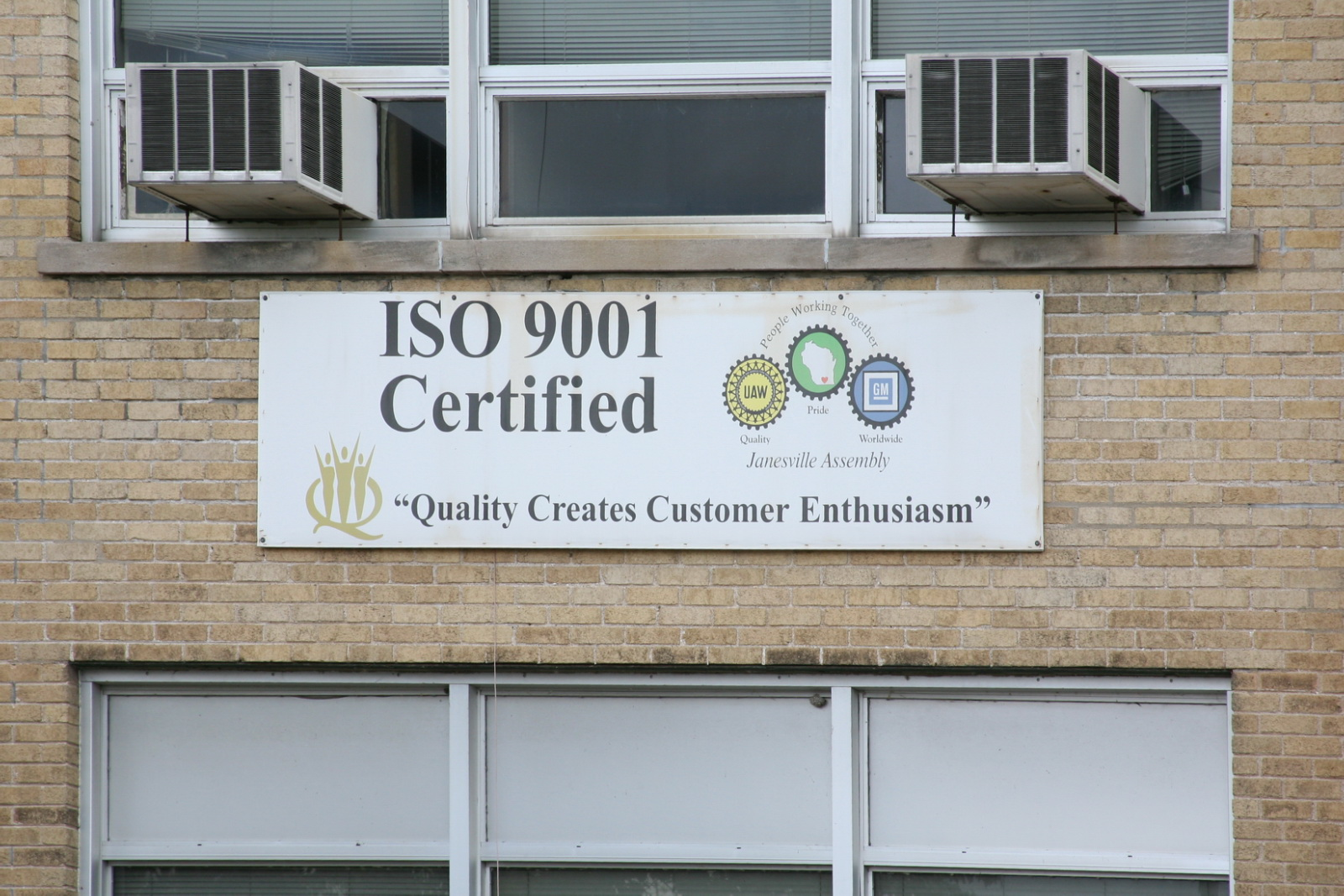
O controle de qualidade serve para assegurar a qualidade de produtos e serviços.

## Histórico
Embora termos tais como "engenharia da qualidade" e "garantia de qualidade" sejam relativamente novos, as idéias sobre o tema existem desde o início da manufatura de ferramentas. Implementos simples feitos de pedra ou osso, estavam sujeitos a formas familiares de falha. Elas podiam ser frágeis, cegas quando deveriam ser afiadas, afiadas quando deveriam ser rombudas etc. Quando surgiram os primeiros artesãos, fabricando ferramentas para terceiros, o princípio do controle de qualidade era simples: "que o comprador se acautele" (caveat emptor). Os primeiros projetos de engenharia civil, todavia, precisavam ser construídos através de especificações técnicas.Na engenharia e fabricação, controle de qualidade e engenharia da qualidade estão envolvidos no desenvolvimento de sistemas os quais asseguram que os produtos ou serviços são projetados e produzidos para ir ao encontro ou superar as expectativas dos usuários. Estes sistemas são freqüentemente desenvolvidos em conjunto com outras disciplinas de negócios e engenharia usando uma abordagem de referência cruzada.
Um sistema de Controle de Qualidade (QMS - Quality Management System) é um sistema que destaca as políticas e procedimentos necessários para a melhoria e controle das diversas 'atividades-chave' e processos desenvolvidos por uma organização.
O controle de qualidade deve levar em consideração as expectativas e necessidades dos acionistas, funcionários, fornecedores, clientes, comunidades e sociedade em geral.

### Artífices e mercadores
Durante a Idade Média, as guildas chamaram para si a responsabilidade do controle de qualidade. Todos os praticantes de uma profissão em particular vivendo numa certa área eram requisitados a ingressar na guilda correspondente, e a esta instituía punições para os membros que produziam produtos de qualidade inferior.
Quando os reis passaram a adquirir bens e serviços de terceiros, começaram a se interessar pelo controle de qualidade. Por exemplo, João Sem Terra indicou um certo William Wrotham para supervisionar a construção e os consertos de embarcações. Alguns séculos mais tarde, ainda na Inglaterra, Samuel Pepys, secretário do Almirantado, nomeou vários desses supervisores.
Antes da divisão do trabalho e da mecanização oriundas da Revolução Industrial, era possível a um trabalhador controlar a qualidade do seu próprio produto. As condições de trabalho de então eram muito mais favoráveis à manutenção do orgulho profissional. A Revolução Industrial levou a um sistema no qual grandes grupos de pessoas realizando um tipo de trabalho semelhante eram postos sob a supervisão de um capataz que também tinha a responsabilidade de controlar a qualidade do trabalho manufaturado.

### Produção em tempo de guerra
Durante a Primeira Guerra Mundial, o processo de fabricação tornou-se mais complexo, e foi marcado pela introdução de grandes quantidades de trabalhadores supervisionados por um capataz, encarregado de assegurar a qualidade do trabalho que estava sendo produzido. Este período também introduziu a produção em massa e o pagamento por peça, o qual criou problemas de qualidade visto que os trabalhadores podiam agora ganhar mais dinheiro produzindo itens extras, o que por sua vez levava a passagem de produtos defeituosos para a linha de montagem.
Devido ao desperdício de material e o grande número de produtos com defeito sendo produzidos, os primeiros inspetores de qualidade em tempo integral foram introduzidos nas fábricas modernas de produção em massa norte-americanas. Estes inspetores representam o início real da inspeção de controle de qualidade. Isto também representou o começo de grandes organizações de inspeção nos anos 1920 e 1930, as quais se estruturaram separadamente da produção e eram grandes o bastante para serem administradas por superintendentes.
Com o impacto da produção em massa exigida pela II Guerra Mundial, tornou-se necessário utilizar um método mais rigoroso de controle de qualidade, o qual pode ser identificado como o controle estatístico de processo (SPC, na sigla em inglês). Alguns dos trabalhos pioneiros em SPC são creditados a Walter A. Shewhart do Bell Labs.
Este sistema ocorreu com a compreensão de que o controle de qualidade não podia ser realizado item por item, mas sim através de amostragem, e deu aos inspetores ferramentas de trabalho tais como estatísticas de amostragem e gráficos de controle. Este tipo de inspeção, todavia, também conduziu à minimização da importância da engenharia da qualidade do produto.
Por exemplo, num esquema de amostragem básico com um nível de aceitação de 4%, o que ocorre é que se tem uma proporção de 96% de produtos funcionais lançados no mercado com 4% de produtos defeituosos - este é um risco bastante baixo para qualquer empresa/usuário - a menos, é claro, que você seja um dos infelizes compradores do produto com defeito.

### Pós-guerra
Após a Segunda Guerra Mundial, os Estados Unidos continuaram a aplicar os conceitos de inspeção e amostragem para remover produtos defeituosos das linhas de produção. Entretanto, havia muitos indivíduos tentando levar as indústrias norte-americanas no rumo de uma abordagem mais colaborativa da questão da qualidade.
Com o fim da II Guerra Mundial, os Estados Unidos enviaram o general Douglas MacArthur para supervisionar a reconstrução do Japão. Durante este período, o general MacArthur convidou dois indivíduos-chave para o desenvolvimento dos conceitos modernos de qualidade: W. Edwards Deming e o Dr. Joseph Moses Juran. Ambos promoveram os conceitos colaborativos de qualidade nos grupos empresariais e técnicos japoneses, e estes grupos utilizaram estes conceitos no redesenvolvimento da economia japonesa.

### Fins doséculo XX
No final do século XX, a tolerância extremamente baixa a falhas em dispositivos tais como espaçonaves tripuladas, usinas nucleares ou medicamentos de última geração, criaram abordagens extremamente refinadas para o controle de qualidade que impuseram obstáculos elevados aos gerenciadores de tais projetos.